# Никобарский восточный бюльбюль
Никобарский восточный бюльбюль (лат. Hypsipetes nicobariensis) — вид птиц из семейства бюльбюлевых.

## Распространение
Эндемик Никобарских островов (группа островов Нанкаури в центральной части архипелага). Птицы живут в лесах, садах, на плантациях.

## Описание
Длина тела 20—22 см. Это тускло окрашенные оливковые бюльбюли с довольно толстым и длинным клювом, слегка вытянутыми перьями головы, часто собранными в хохол. Верх головы чёрно-коричневого цвета.

## Биология
Размножаются, вероятно, в самом начале года, так как птенцов наблюдали в феврале.
МСОП присвоил виду охранный статус NT.